# پرواز شماره ۱۰۱ ایر ایندیا
پرواز شماره ۱۰۱ ایر ایندیا (به انگلیسی: Air India Flight 101) یک پرواز از آخرین توقفگاه در ژنو به مقصد لندن در حرکت بود این هواپیما به همراه ۱۰۶ مسافر و ۱۱ خدمه پرواز می‌کرد، در تاریخ ۲۴ ژانویه ۱۹۶۶ در کوه مون‌بلان دچار سانحه شد و ۱۱۷ نفر جان باختند.
در سپتامبر ۲۰۱۳ یک کوهنورد فرانسوی در محل سقوط هواپیما در مونت بلان جعبه فلزی با نشان ایر ایندیا را پیدا کرد که حاوی یاقوت، یاقوت کبود و زمرد به ارزش بیش از ۳۰۰۰۰۰ دلار بود که به پلیس تحویل داد تا به صاحب آن بازگردانده شود. گمان می‌رفت که این جواهرات متعلق به یکی از مسافران این پرواز یا پرواز ۲۴۵ باشد، با این حال از آنجایی که هیچ صاحب قانونی پیدا نشد، در دسامبر ۲۰۲۱ پول به‌طور مساوی بین کوهنوردان و دولت تقسیم شد: هر کدام ۱۵۰۰۰۰ یورو دریافت کردند.در سال ۲۰۱۷، دنیل روش، یک کوهنورد سوئیسی که یخچال بوسونس را برای لاشه پروازهای ۲۴۵ و ۱۰۱ ایر ایندیا جستجو کرده بود، بقایای انسان و لاشه از جمله یک موتور هواپیمای بوئینگ ۷۰۷ را پیدا کرد.
در جولای ۲۰۲۰، در نتیجه ذوب یخچال‌های طبیعی، روزنامه‌های هندی مربوط به سال ۱۹۶۶ در وضعیت خوبی یافت شدند.

## تئوری توطئه
این نظریات معتقد هستند که این حادثه در اصل برای ترور هومی جی. بهابها فیزیکدان و پدر برنامهٔ هسته‌ای هند بوده‌است تا از پیشرفت برنامه هسته‌ای هند جلوگیری کند.